# St. Michaels University School
Die St. Michaels University School (deutsch St. Michaels-Universitätsschule) ist eine Privatschule in Victoria, British Columbia, Kanada.

## Geschichte
Die Schule entstand im Jahre 1971 durch die Zusammenlegung der 1906 gegründeten University School mit der 1910 gegründeten St. Michaels School. Seit 1979 dürfen Mädchen die Schule besuchen.

## Bekannte Absolventen
Unterhaltung:
- Leslie Hope (1982) – Schauspielerin
- Kenneth Oppel (1985) – Autor

Politik:
- Jason Kenney – konservativer Minister für Staatsbürgerschaft und Einwanderung im Kabinett Harper
- David Anderson – Ehemaliger liberaler Minister und früherer Vorsitzender der British Columbia Liberal Party

Sport:
- Steve Nash – Basketballspieler bei den Los Angeles Lakers
- Ryan O’Byrne – Eishockeyspieler bei Colorado Avalanche
- Matt Pettinger – ehemaliger Eishockeyspieler bei den Washington Capitals, den Vancouver Canucks und bei Tampa Bay Lightning.

Wirtschaft:
- Sam Malin (1981) – kanadischer Unternehmer
- Stewart Butterfield (1991) – Gründer des Unternehmens Flickr